# 天羽久利
天羽 久利（あもう ひさとし）は、戦国時代の武将。三好実休の家臣。

## 経歴・人物
三好長治の意向により和泉国から阿波国へ転封し、名西郡に天羽城を築き長宗我部元親勢に備える。天正2年（1574年）の阿波の黒田原での長宗我部元親勢との戦いでは好戦する。同年、名西郡内で28貫を領す。天正10年（1582年）天羽城の戦いにて長宗我部元親勢の攻撃を受け天羽城は落城した。同年の中富川の戦いでは十河存保に従い長宗我部元親勢と戦うが大敗した。